# Dorfen (Aßling)
Dorfen ist ein Gemeindeteil der oberbayerischen Gemeinde Aßling im Landkreis Ebersberg.
Das Kirchdorf liegt etwa zweieinhalb Kilometer westlich des Kernortes Aßling an der  Staatsstraße 2089. Unweit westlich fließt der Schlierbach, ein linker Zufluss der Moosach.

## Sehenswürdigkeiten
In der Liste der Baudenkmäler in Aßling ist für Dorfen ein Baudenkmal aufgeführt:
- Die katholische Filialkirche St. Ägidius ist ein spätgotischer Saalbau aus Tuffsteinquadern aus der Zeit um 1500. Der Polygonalchor ist stark eingezogen, der nördliche Flankenturm trägt ein Steildach. Von 1877 bis 1881 wurde der Bau nach Westen in neugotischer Form erweitert.